# Vertonne (Vendée)
Pour rivière de Loire-Atlantique, voir Vertonne (Loire-Atlantique).

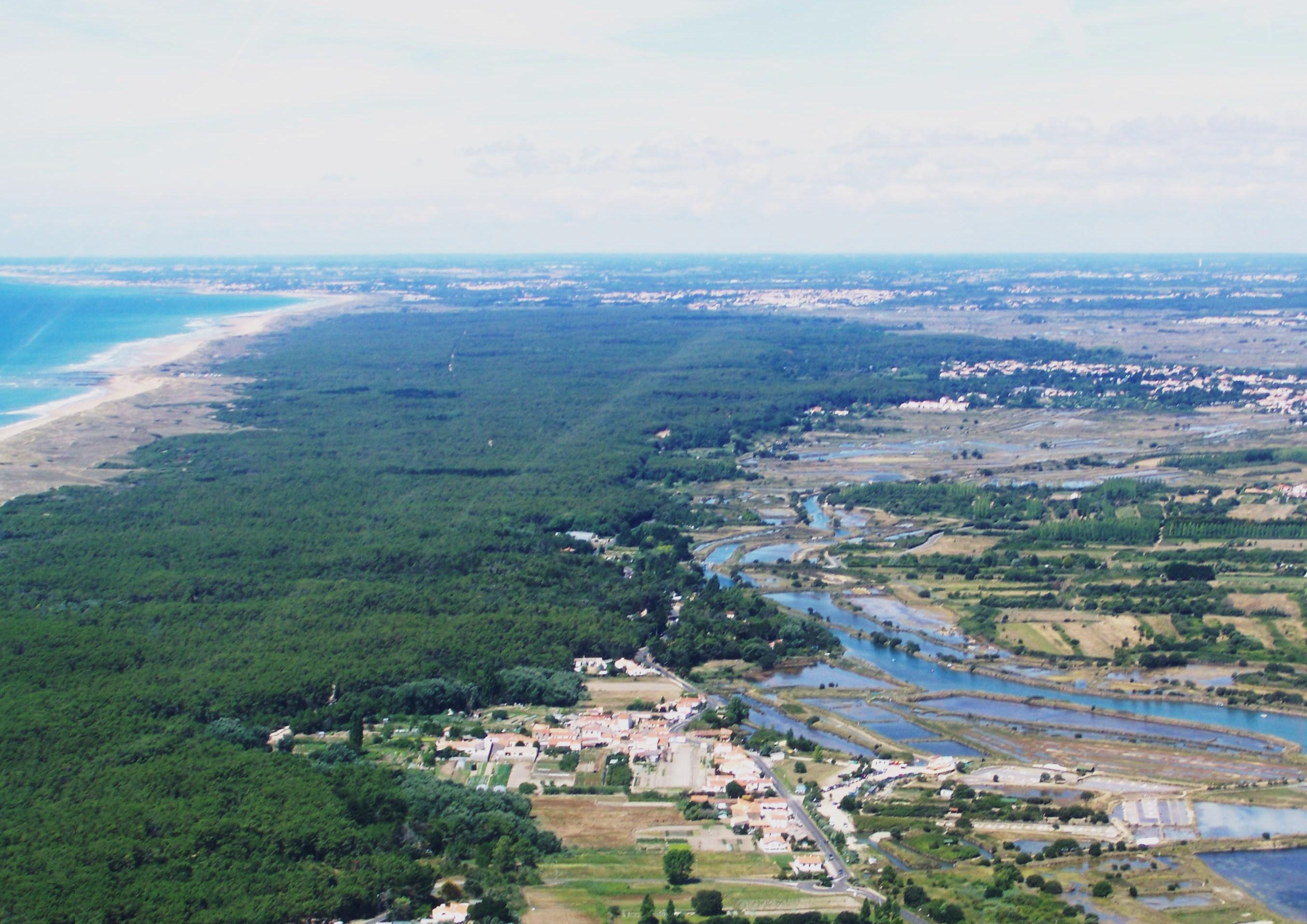
Forêt domaniale d'Olonne-sur-Mer

La Vertonne est une rivière de la Vendée, affluent du fleuve côtier l’Auzance, qu'elle rejoint dans le marais d'Olonne.

## Géographie
Sa longueur est de 32,6 kilomètres. Sa rencontre avec l’Auzance forme le chenal du Havre de la Gachère qui se jette dans l'océan Atlantique.

## Communes traversées
- Grosbreuil
- Sainte-Foy
- Les Sables-d’Olonne
- L'Île-d'Olonne